# Karsbosjön
Karsbosjön är en sjö i Ovanåkers kommun i Hälsingland och ingår i Ljusnans huvudavrinningsområde. Sjön har en area på 1,23 kvadratkilometer och ligger 300,1 meter över havet. Sjön avvattnas av vattendraget Karsbosjöån.

## Delavrinningsområde
Karsbosjön ingår i det delavrinningsområde (683200-149101) som SMHI kallar för Utloppet av Karsbosjön. Medelhöjden är 355 meter över havet och ytan är 11,26 kvadratkilometer. Det finns inga avrinningsområden uppströms utan avrinningsområdet är högsta punkten. Karsbosjöån som avvattnar avrinningsområdet har biflödesordning 4, vilket innebär att vattnet flödar genom totalt 4 vattendrag innan det når havet efter 110 kilometer. Avrinningsområdet består mestadels av skog (85 procent). Avrinningsområdet har 1,23 kvadratkilometer vattenytor vilket ger det en sjöprocent på 10,9 procent.